# Barry Barish
Barry Clark Barish (* 27. ledna 1936, Omaha) je americký fyzik židovského původu. V roce 2017 získal Nobelovu cenu za fyziku, za objev gravitačních vln. Cenu získal společně s Kipem Thornem a Reinerem Weissem.
Vystudoval fyziku na Kalifornské univerzitě v Berkeley (doktorát 1962). V letech 1962-1963 vědecky pracoval v Berkeley a poté se stal výzkumným pracovníkem na Kalifornském technologickém institutu (Caltech). Zde zůstal do konce kariéry. Od roku 1994 pracoval pro projekt LIGO, od roku 1997 byl jeho ředitelem. Roku 2017 získal Cenu kněžny asturské.
Nejprve pracoval s částicovými urychlovači, s jejichž pomocí chtěl prozkoumat kvarkovou strukturu nukleonů. Objevil takto neutrální toky ve slabé interakci. Později hledal exotické částice a magnetické monopóly, jejichž zdrojem bylo kosmické záření. Přitom mj. potvrdil nenulovou hmotnost neutrin. V roce 2015 v rámci projektu LIGO objevil gravitační vlny.